# سان ولی لیک (آیووا)
سان ولی لیک (به انگلیسی: Sun Valley Lake) شهری در ایالت آیووا کشور ایالات متحده آمریکا است که جمعیت آن در سرشماری سال ۲۰۱۰ میلادی، ۱۶۱ نفر بوده‌است.